# Martha Chase
Martha Cowles Chase (30 de novembro de 1927 – 8 de agosto de 2003), também conhecida como Martha C. Epstein, foi uma geneticista dos Estados Unidos da América, famosa por ser um membro da equipa de 1952 que mostrou experimentalmente que era o ADN e não as proteínas o material genético da vida. Chase nasceu em 1927, em Cleveland Heights. Em 1950, ela recebeu o seu grau de bacharelato do The College of Wooster e em 1964 o seu doutoramento na University of Southern California.

## Início da vida e educação universitária
Chase nasceu em 1927 em Cleveland, Ohio. O seu pai era um instrutor de ciências da Western Reserve University e ela cresceu com a sua família em Cleveland Heights, Ohio.  Após se formar na Cleveland Heights High School, ela se formou no College of Wooster em 1950, depois trabalhou como assistente de pesquisa antes de retornar à escola em 1959 e receber um PhD em Microbiologia da University of Southern California em 1964.

## Pesquisa e vida posterior
Em 1950, Chase começou a trabalhar como assistente de pesquisa no Cold Spring Harbor Laboratory, no laboratório do bacteriologista e geneticista Alfred Hershey. Em 1952, ela e Hershey realizaram o experimento Hershey-Chase, que ajudou a confirmar que a informação genética é mantida e transmitida pelo DNA, não pela proteína. O experimento envolveu a marcação radioativa de proteína ou ácido nucleico do bacteriófago T2 (um vírus que infecta bactérias) e ver qual componente entrou na E. coli após a infecção. Eles descobriram que os ácidos nucléicos, mas não as proteínas, foram transferidos, ajudando a resolver a controvérsia sobre a composição das informações hereditárias. Hershey ganhou o Prêmio Nobel de Fisiologia ou Medicina pela descoberta em 1969, mas Chase não foi incluído.
Chase deixou o Cold Spring Harbor Laboratory em 1953 e trabalhou com Gus Doermann no Oak Ridge National Laboratory no Tennessee, e mais tarde na Universidade de Rochester. Ao longo da década de 1950, ela retornou anualmente a Cold Spring Harbor para participar de reuniões do Phage Group de biólogos. Em 1959, ela começou os seus estudos de doutorado na University of Southern California no laboratório de Giuseppe Bertani. Bertani mudou-se para a Suécia e Chase terminou sua tese com Margaret Lieb em 1964.
Enquanto estava na Califórnia, Chase conheceu e se casou com o cientista Richard Epstein no final dos anos 1950 e mudou o seu nome para Martha C. Epstein. O casamento foi breve e eles se divorciaram pouco depois sem filhos. Uma série de reveses pessoais durante os anos 1960 encerrou a sua carreira na ciência. Ela voltou para Ohio para morar com a família e passou as últimas décadas de sua vida sofrendo de uma forma de demência que lhe roubou a memória de curto prazo. Ela morreu de pneumonia em 8 de agosto de 2003, aos 75 anos.